# Línia evolutiva de Zigzagoon
Aquesta línia evolutiva de Pokémon inclou Zigzagoon, Linoone i Obstagoon.

## Zigzagoon
Zigzagoon és una de les espècies que apareixen a la franquícia Pokémon, una sèrie de videojocs, anime, mangues, llibres, cartes col·leccionables i altres mitjans que va ser inventada per Satoshi Tajiri i ha generat milers de milions de dòlars en beneficis per a Nintendo i Game Freak. És de tipus normal i evoluciona a Linoone. Té una forma de Galar que és de tipus sinistre i tipus normal.

## Linoone
Linoone és una de les espècies que apareixen a la franquícia Pokémon, una sèrie de videojocs, anime, mangues, llibres, cartes col·leccionables i altres mitjans que va ser inventada per Satoshi Tajiri i ha generat milers de milions de dòlars en beneficis per a Nintendo i Game Freak. És de tipus normal i evoluciona de Zigzagoon. Té una forma de Galar que és de tipus sinistre i tipus normal.

## Obstagoon
Obstagoon és una de les espècies que apareixen a la franquícia Pokémon, una sèrie de videojocs, anime, mangues, llibres, cartes col·leccionables i altres mitjans que va ser inventada per Satoshi Tajiri i ha generat milers de milions de dòlars en beneficis per a Nintendo i Game Freak. És de tipus sinistre i tipus normal i evoluciona de la forma de Galar de Linoone.